# Dosanjh Khurd
Dosanjh Khurd (em panjabi: ਦੋਸਾਂਜ ਖੁਰਦ) é uma aldeia localizada no distrito de Shaheed Bhagat Singh Nagar, no estado de Punjab, na Índia. Está localizado a 3,9 (2,4 mi) quilômetros de Banga, 12 (7,5 mi) quilômetros da cidade de Nawanshahr, 9,3 quilômetros (5,8 mi) do distrito Shaheed Bhagat Singh Nagas e 103 quilômetros (64 mi) da capital do estado, Chandigarh. A aldeia, assim como as demais indianas, é governada por um sarpanch, eleito democraticamente pela maioria da população residente no assentamento.

## Demografia
Segundo o relatório publicado pelo Censo da Índia de 2011, a aldeia Dosanjh Khurd é composta por um total de 245 casas e a população total é de 1077 habitantes, dos quais 534 são do sexo masculino e 543, do sexo feminino. O nível de alfabetização da aldeia é 80.93% maior que a média do estado, a qual é de 75.84%.
Conforme constatação do Censo, 321 pessoas exercem seu trabalho fora da aldeia; dessas, 268 são homens e 53 são mulheres. O levantamento do governo também consta que 92.83% dos trabalhadores ocupam um serviço como trabalho formal e único, enquanto os outros 7.17% estão envolvidos em atividades marginais, trabalhando como meio de subsistência em diferentes lugares em menos de seis meses.

## Educação
Na aldeia, não há nenhuma escola, e os estudantes precisam ir a outras aldeias para estudar; muitas dessas aldeias estão distantes por dez quilômetros. Nas proximidades, destaca-se a Lovely Professional University a 35 quilômetros. Outras instituições de ensino também representam papel importante na região: Colégio Lovely Public, Colégio Guru Ram Dass, Colégio Guru Teg Bahadur e Colégio Guru Nanak Mission.

## Transporte
A estação de trem mais próxima de Dosanjh Khurd é Nawanshahr; no entanto, a estação principal, Garhshankar, está a 18 quilômetros (11 mi) de distância. O aeroporto mais perto é Sahnewal, localizado a 59 quilômetros, e o aeroporto internacional mais próximo é o Sri Guru Ram Dass Jee, a 143 quilômetros.